# Juillet 1892

## Événements
- 2 juillet : Theodore Davie devient premier ministre de la Colombie-Britannique.

- 3 juillet (Philippines) : l’écrivain José Rizal, de retour de Hong Kong, fonde la Liga Filipina, mouvement réformiste.

- 7 juillet : début des mouvements indépendantistes aux Philippines. Andrés Bonifacio fonde à Manille la Katipunan (société secrète des fils de la terre), animée par des francs-maçons. Ses activités anti-espagnoles provoqueront une réaction violente du gouvernement colonial. José Rizal est exilé dans l’île de Mindanao.

- 11 juillet, France : l'anarchiste Ravachol est guillotiné.

## Naissances
- 1er juillet : Jean Lurçat, peintre et décorateur français († 6 janvier 1966).
- 8 juillet : Torsten Carleman, mathématicien suédois († 11 janvier 1949).
- 12 juillet : Bruno Schulz, écrivain et graphiste polonais († 19 novembre 1942).
- 23 juillet : Hailé Sélassié Ier (prince Tafari Mekonen), futur empereur d'Éthiopie († 27 août 1975).
- 24 juillet : Marcel Gromaire, peintre français († 11 avril 1971).
- 31 juillet : Herbert W. Armstrong (en), fondateur de l'Église universelle de Dieu.

## Décès
- 15 juillet : William Donahue, homme politique fédéral provenant du Québec.